# San Matteo (Lecce)
A San Matteo egy templom Lecce történelmi központjában.

## Története
A templom a 17. század második felében épült Achille Larducci tervei szerint a ferencesek számára. Az alapkőletételre 1667-ben került sor Luigi Pappacoda püspök jelenlétében.

## Leírása
Az egyik legjelentősebb barokk templom a városban. Mintául a római San Carlo alle Quattro Fontane-templom szolgált. A kétszintes templom főhomlokzata íves, eltérően a salentói barokk templomok egyenes homlokzatától. A faragott, konvex portál kiugrik a homlokzat síkjából. Felette egy fülke található, valószínűleg itt állt a névadó szent szobra. A második szint viszont konkáv. Fő díszítőeleme egy gazdagon faragott három részes ablak. A templombelső ovális alaprajzú. Körben a tizenkét apostol szobra áll, amelyeket 1692-ben Placido Buffeli alessanói szobrász faragott. A főoltárt Máté apostol szobra díszíti, amely a nápolyi Gaetano Patalano munkája (1691). A templom falait 17. századi freskók díszítik.